# Oncidium posadaroides
Oncidium posadaroides är en orkidéart som beskrevs av Mark W. Chase och Norris Hagan Williams. Oncidium posadaroides ingår i släktet Oncidium och familjen orkidéer. Inga underarter finns listade i Catalogue of Life.

## Bildgalleri

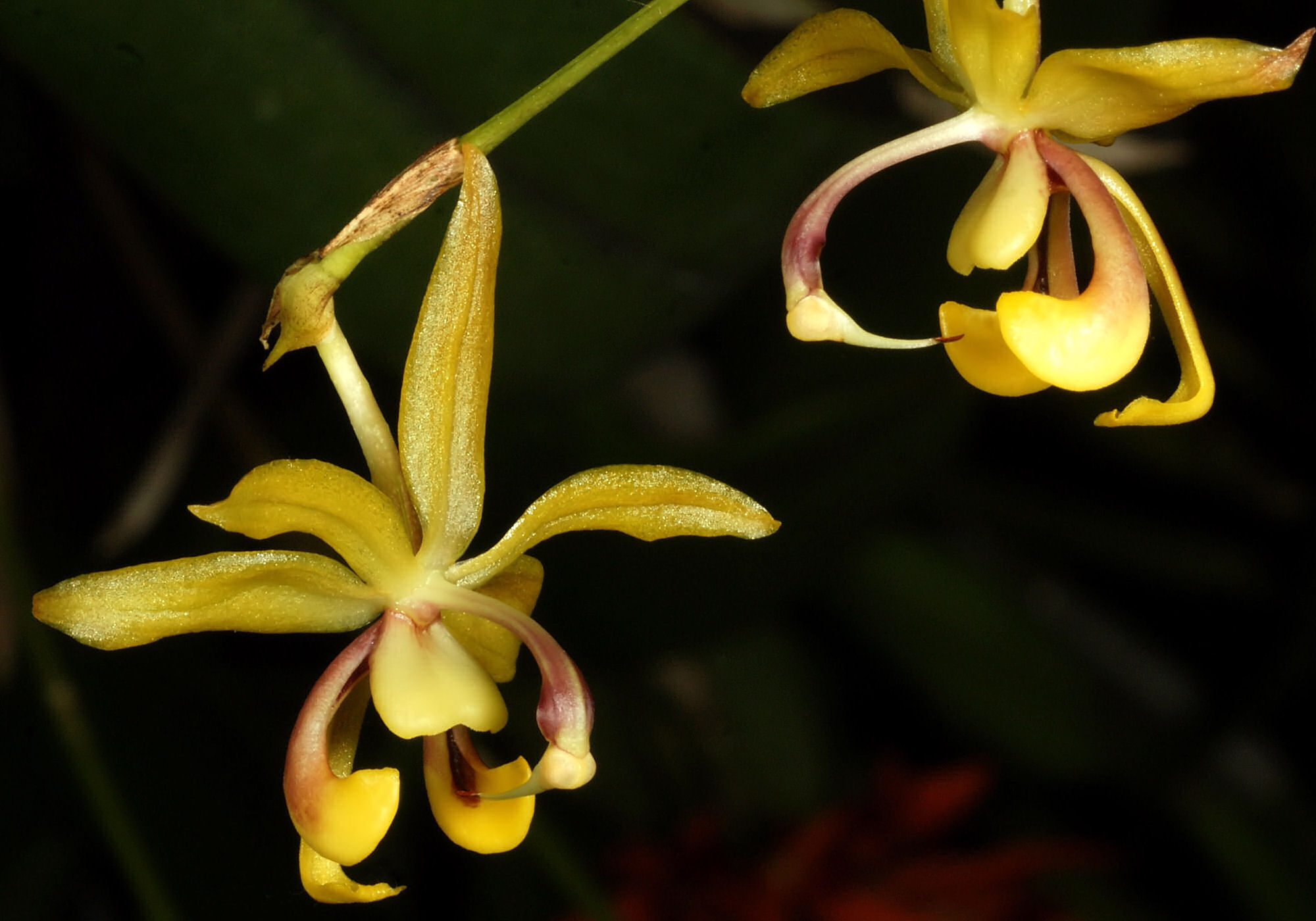
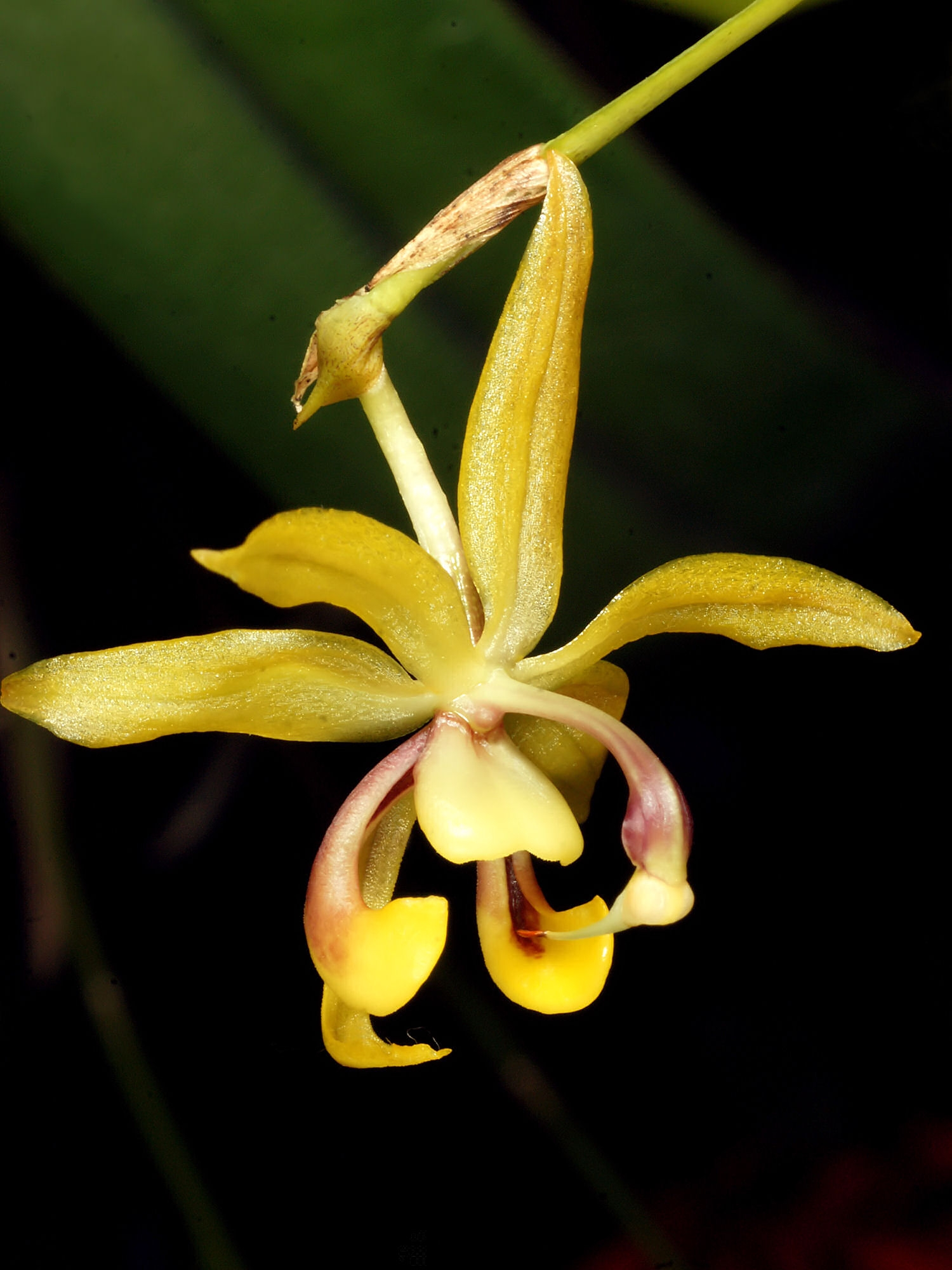
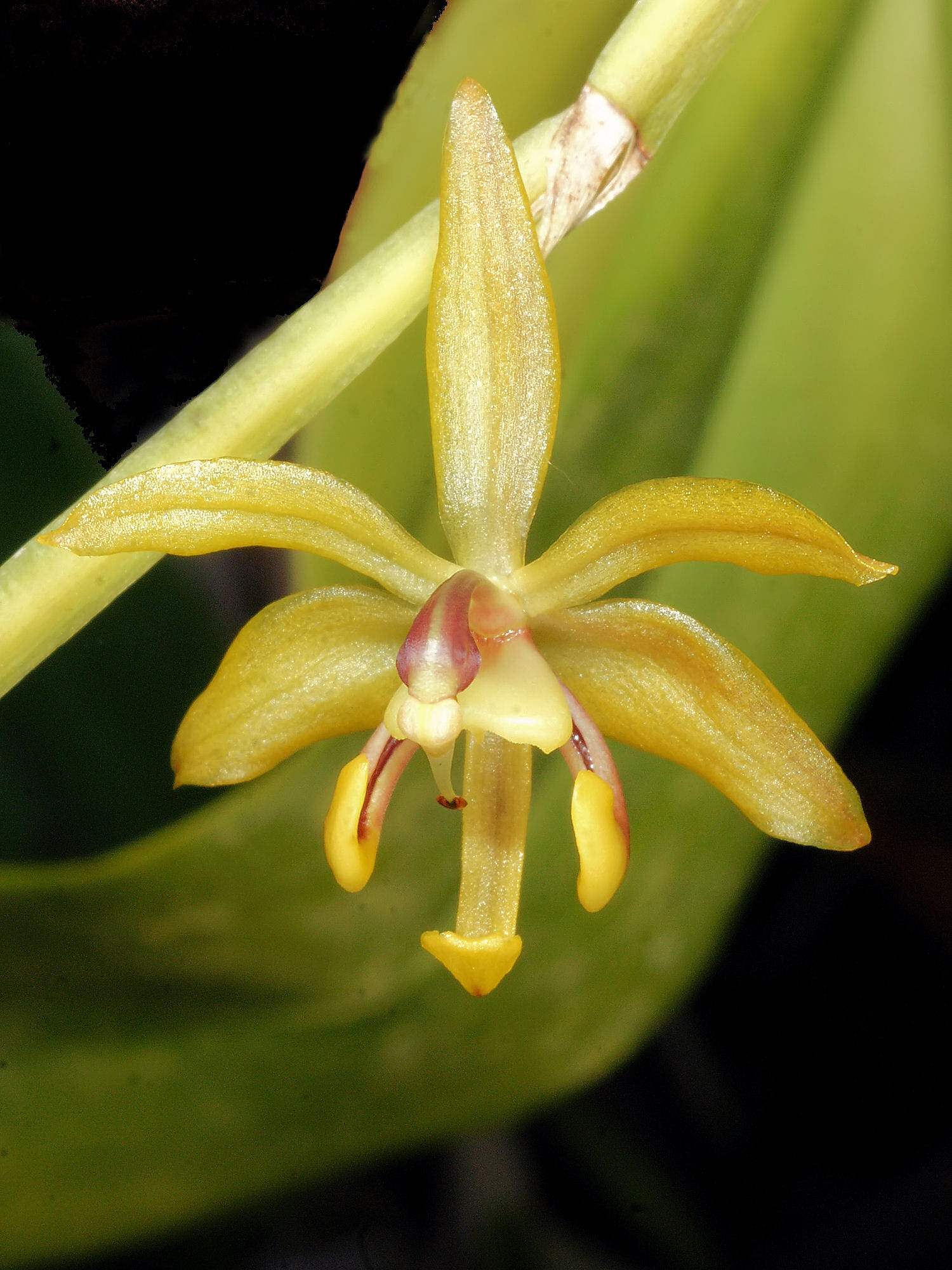